# Tibor Lukács
Tibor Lukács (Hongaars: /ˈtibor ˈlukaːt͡ʃ/; Leidschendam, 5 januari 1978) is een Nederlands theater- en filmacteur.

## Theater
Tibor Lukács studeerde in 2003 af aan de acteursopleiding van de Toneelacademie Maastricht. Van 2004 tot en met 2006 was hij als acteur verbonden aan het Noord Nederlands Toneel in Groningen. Sinds 2007 speelt hij bij diverse gezelschappen, waaronder Toneelgroep Oostpool, NTGent, het Nationale Toneel, Bos Theaterprodukties en het Ro Theater. In 2016 werd Lukács genomineerd voor een Musical Award voor zijn rol in Chez Brood als Jules Deelder. In 2018 won hij een Musical Award voor zijn rol in de voorstelling Snorro, de gemaskerde held van Theater Rotterdam.

## Film en televisie
Lukács speelde een hoofdrol in de films Homies en Hartenstrijd. Daarnaast was hij te zien in films als Of ik gek ben, Dames 4 en Familieweekend. Ook was hij veelvuldig in een vaste rol te zien in televisieseries, zoals in Flikken Maastricht en Seinpost Den Haag. Vanaf november 2016 tot en met mei 2019 was Lukács te zien als Milo Marcanter in de televisieserie Nieuwe buren. Verder speelde hij in Van God los, Divorce en Moordvrouw.
In maart 2023 vertolkte Lukács de hoofdrol van Jacco in de door hem bedachte bioscoopfilm All Inclusive.

## Privéleven
Lukács is getrouwd met actrice Hadewych Minis. Ze hebben samen twee kinderen.

## Filmografie
| Film            | Film                                  | Film                      | Film                                      |
| Jaar            | Productie                             | Rol                       | Opmerkingen                               |
| --------------- | ------------------------------------- | ------------------------- | ----------------------------------------- |
| 2004            | Tussen twee mensen                    | David                     | Televisiefilm                             |
| 2006            | Polariod                              | Rol onbekend              | Televisiefilm                             |
| 2007            | Estére mindig leszáll a köd           | Zenész                    | Hongaarse televisiefilm                   |
| 2007            | Lege plekken                          | Vader Nothmann            | Korte film                                |
| 2007            | Moordwijven                           | Salvatore                 | Speelfilm                                 |
| 2012            | Paul & Vicky                          | Paul                      | Korte film                                |
| 2014            | Rabarber                              | Romeo                     | Televisiefilm                             |
| 2015            | Homies                                | Mark                      | Hoofdrol                                  |
| 2016            | Familieweekend                        | Boy                       | Speelfilm                                 |
| 2016            | Hartenstrijd                          | Sven                      | Speelfilm                                 |
| 2016            | Mees Kees langs de lijn               | Vader Sep                 | Speelfilm                                 |
| 2016            | Of ik gek ben                         | Flip                      | Speelfilm                                 |
| 2019            | Taiki                                 | Chiel                     | Televisiefilm                             |
| 2020            | Op gepaste afstand                    | Ilias                     | Korte film                                |
| 2023            | All Inclusive                         | Jacco                     | Speelfilm                                 |
| Televisieseries |                                       |                           |                                           |
| Jaar            | Productie                             | Rol                       | Opmerkingen                               |
| 2002            | Meiden van De Wit                     | Roberto Donati            | Gastrol, 8 afl.                           |
| 2002            | Het mysterie van de rode neus         | Bert Engelander           |                                           |
| 2003            | Baantjer                              | Oscar van Baaren          | Afl. De Cock en de moord met een swing    |
| 2004            | NPS Klassiek: Sentimenti              | Rol onbekend              | Vaste rol                                 |
| 2007            | Kamp Vught                            | Rol onbekend              |                                           |
| 2008            | Pauwen en reigers                     | Rol onbekend              |                                           |
| 2008–2010       | De co-assistent                       | Rob de Ruiter             | Vaste rol                                 |
| 2010            | Annie M.G.                            | Leraar Duits              | Afl. Hoofdstuk 2                          |
| 2011            | Seinpost Den Haag                     | Barry van der Zwan        | Vaste rol                                 |
| 2013            | Charlie                               | Lars                      | Vaste rol                                 |
| 2013            | De ontmaskering van de Vastgoedfraude | Jack Briganti             | Vaste rol                                 |
| 2014            | Flikken Maastricht                    | Psychiater David Boesmeer | Bijrol, 15 afl.                           |
| 2014–heden      | Het Sinterklaasjournaal               | Zeurpiet                  | Vaste rol                                 |
| 2015–2016       | Divorce                               | Jorgos                    | Bijrol                                    |
| 2016–2019       | Nieuwe buren                          | Milo Marcanter            | Bijrol (seizoen 2) Hoofdrol (seizoen 3–4) |
| 2017            | Moordvrouw                            | Constantijn Kortooms      | Bijrol, 3 afl.                            |
| 2017            | Van God los                           | Sven                      | Televieserie, afl. 4.04: Stormram         |
| 2019–2020       | Kees & co                             | Rudie Heistee             | Vaste rol                                 |
| 2020            | Kerstgezel.nl                         | Leo                       | Afl. 1.02                                 |
| 2022            | Het gouden uur                        | Patrick                   | Bijrol                                    |
| Theater         |                                       |                           |                                           |
| Jaar            | Productie                             | Theater                   | Opmerkingen                               |
| 2010            | Tirza                                 | Het Nationale Toneel      |                                           |
| 2011            | Midzomernachtdroom                    | Het Nationale Toneel      |                                           |
| 2011            | Nacht                                 | Theatergroep Max          |                                           |
| 2011            | Oedipus: Kollumerzwaag                | Stichting Nachtgasten     |                                           |
| 2011            | Staal                                 | Theatergroep Max          |                                           |
| 2012            | Drie zuster                           | Het Nationale Toneel      |                                           |
| 2012            | Ik hou het hier niet mee uit!         | ZEP                       |                                           |
| 2012            | De soap                               |                           | Improvisatie                              |
| 2013            | Broederschap                          | Stichting Nachtgasten     |                                           |
| 2013            | De Wannseeconferentie                 | Het Nationale Toneel      |                                           |
| 2014            | Orde van de dag                       | Orde van de dag           |                                           |
| 2014            | De storm                              | Het Nationale Toneel      |                                           |
| 2014            | Zoo'n vader                           |                           | Solovoorstelling                          |
| 2015            | Chez Brood                            | Bos Theaterproducties     |                                           |
| 2015            | De onrendabelen                       | Toneelgroep Oostpool      |                                           |
| 2017            | Snorro                                | Ro Theater                |                                           |

- Gemeinsame Normdatei: 1180652975
- Nederlandse Thesaurus van Auteursnamen: 40856332X
- Virtual International Authority File: 35148522288820852817
- WorldCat: E39PBJc7XjqQKb4CBHBvtVVjYP